# Slag bij Elmina (1625)
De Slag bij Elmina, of Slag om kasteel Elmina, was een kleinschalig treffen in de Portugees-Nederlandse Oorlog op 25 oktober 1625, en vond plaats in de Portugese Goudkust, het huidige Ghana. 
1.200 soldaten van de West-Indische Compagnie, aan land gezet door een vloot van 15 schepen, namen het op tegen een garnizoen Portugese soldaten, versterkt door 200 lokale slaven.
De Nederlanders openden de bombardementen, en begonnen te voet hun opmars naar het kasteel. Onderweg liep men in een hinderlaag van de Portugezen en hun bondgenoten, dit liep uit op een bloedbad. De Nederlanders werden zwaar onder vuur genomen vanuit verborgen en versterkte posities, en verloren bijna alle soldaten in de aanval (inclusief bevelhebber: Jan Dircksz. Lam). De Portugezen verloren slechts een handvol mensen, en wisten 15 vlaggen, en meer dan 1000 musketten en pistolen buit te maken.
Van de Nederlandse soldaten wisten er slechts 45 de schepen veilig te bereiken. 
De Nederlandse schepen vuurden meer dan 2000 kanonskogels af op het kasteel, maar bliezen uiteindelijk de aftocht.